# Haus Rossdelle

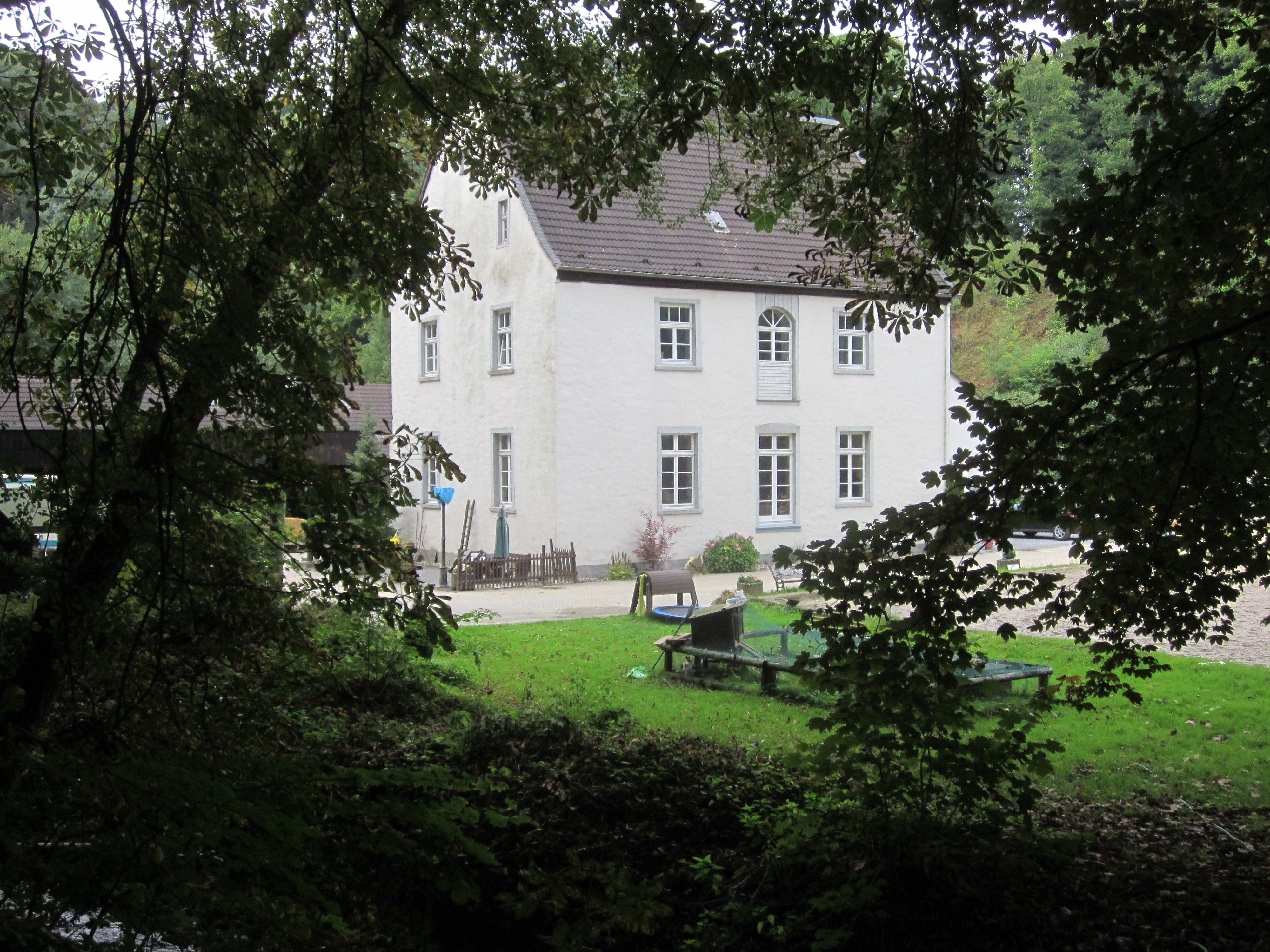
Haus Rossdelle von Osten mit dem ehemaligen Garten. Im Vordergrund der Vogelsangbach

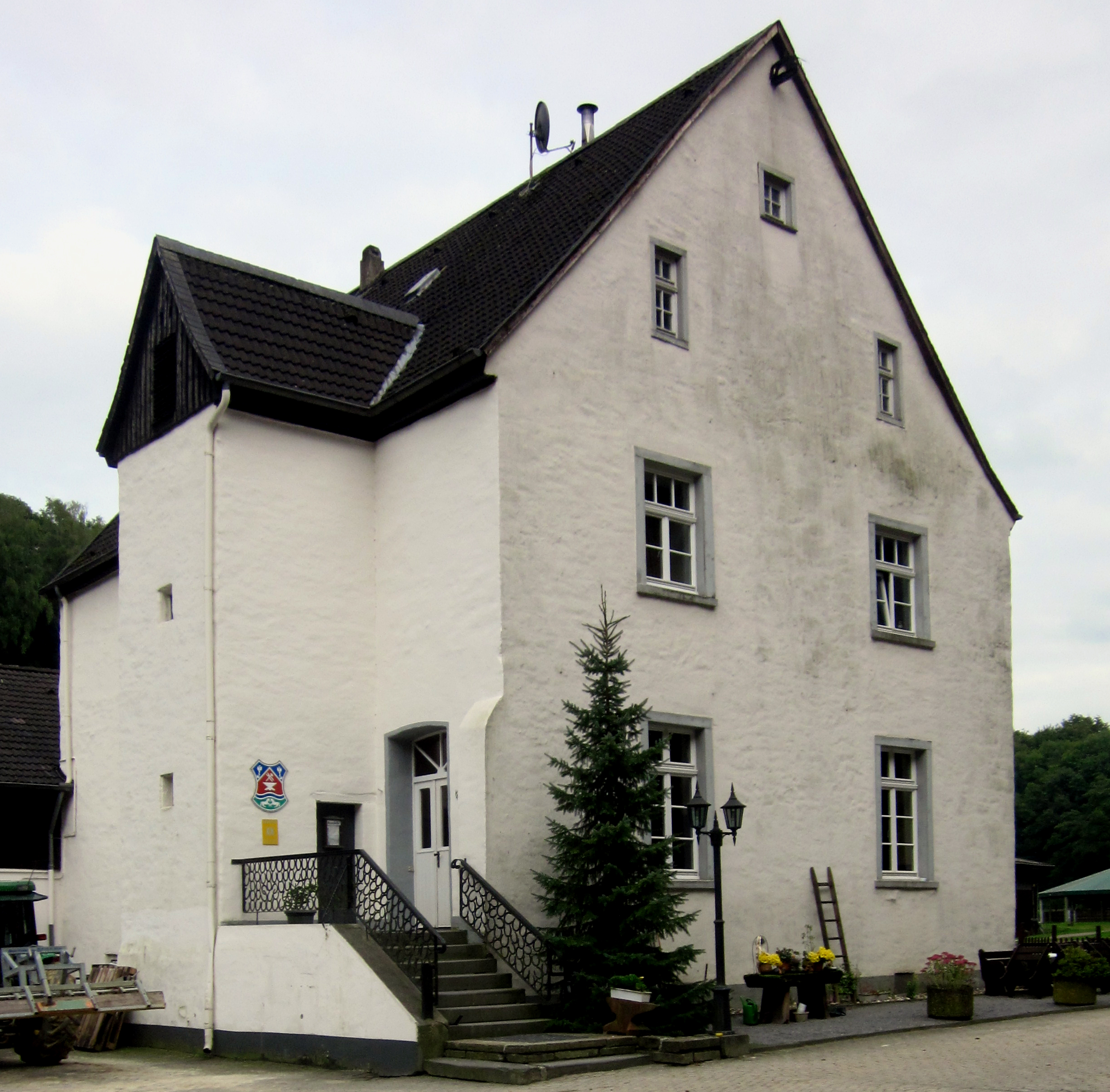
Haus Rossdelle von Westen mit dem ehemaligen Wehrturm

Haus („Schloss“) Rossdelle ist ein befestigtes Haus am Rinderbach im Vogelsangbachtal nördlich von Heiligenhaus.

## Überblick
Das Haus war ein Lehnsgut der Reichsabtei Werden. Ob es sich hierbei um ein Rittergut oder gar ein Schloss gehandelt hat, wie 1588 in den Akten vermerkt, konnte bisher nicht ermittelt werden. Das Gebäude ist als Baudenkmal unter Schutz gestellt. Das LVR-Amt für Bodendenkmalpflege schätzt seine Entstehung frühestens auf das 16. Jahrhundert.

## Geschichte
Urkundlich erwähnt wird es um 1400 als Rosendelle im Werdener Urbar. Zum Haus Rosendelle gehörte auch ein Hof mit Landwirtschaft. 1474 gab man Probst Wilhelm von Reifferscheid Haus und Hof Rosendelle als Altersruhesitz, wo er dann auch bis 1506 lebte.
1513 wurde es zunächst an Angermund Herman von Else (bergischer Amtsrichter), danach an Reinhard von Landsberg verpachtet. Gerhard von Eller zu Oefte erwarb die Gehöfte 1576, doch 1659 kaufte das Kloster Werden es dann zurück. Nach der Säkularisation war das Gut Eigentum des Grafen von Schulenberg. Nachdem es dann mehrere Jahrzehnte im Besitz der Rheinisch-Westfälischen Kalksteinwerke in Wülfrath war, kaufte die Stadt Heiligenhaus 1951 das Anwesen und verpachtete es an Landwirte. Seit 1995 war Stefan Zisman der Eigentümer, der dort einen Reiterhof betrieb. Die derzeitigen Besitzer Karin und Sven Zilles führen dort einen Reiterhof mit Reitschule.